# Dunumer Kirche

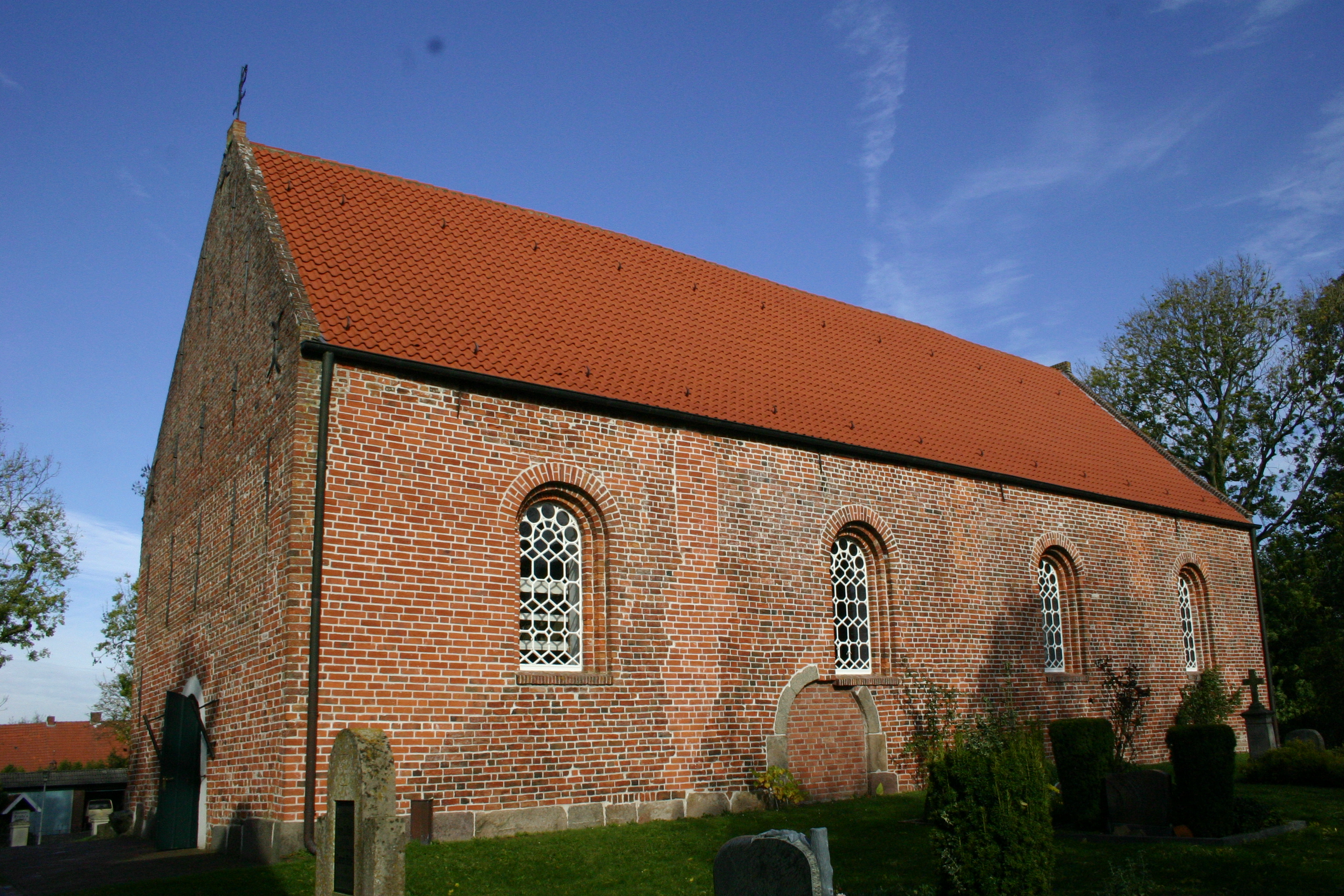
Dunumer Kirche von Südwesten

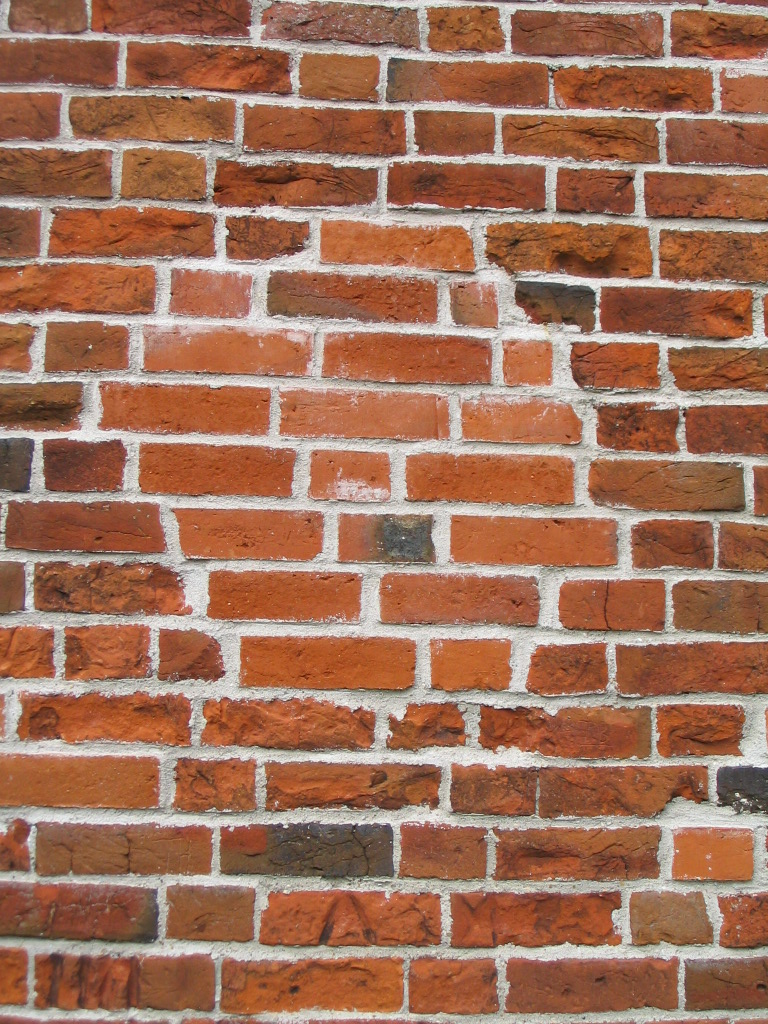
Das vermauerte Hagioskop außen

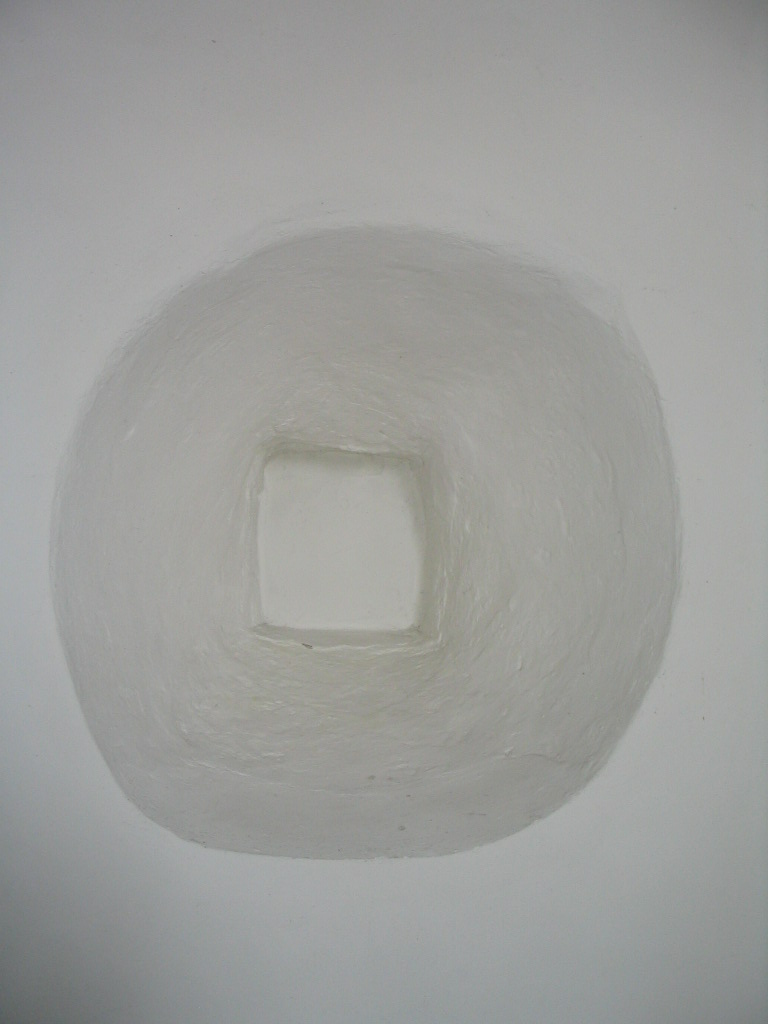
Das geschlossene Hagioskop in der Innenwand

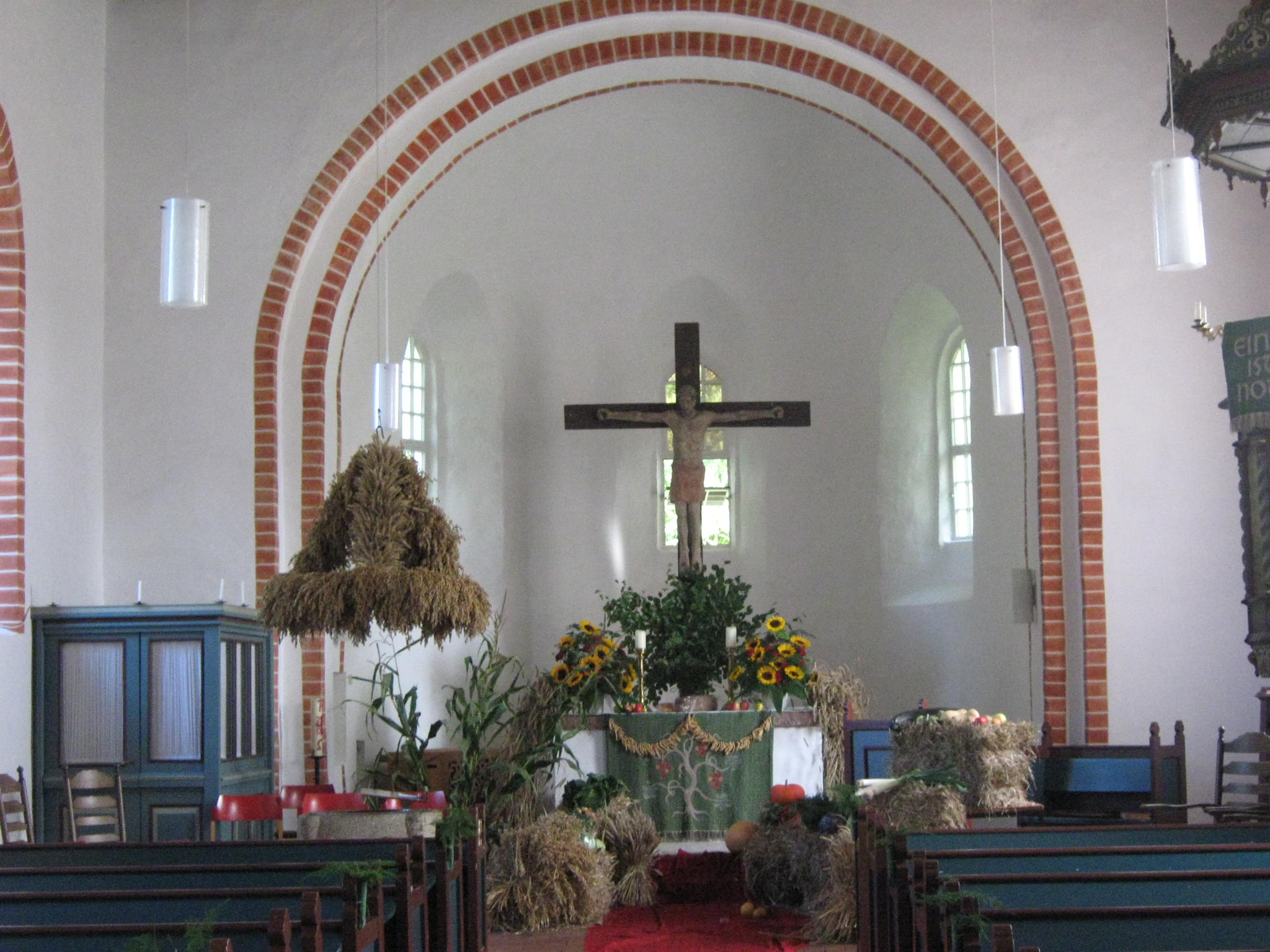
Innenraum mit Blick auf die Apsis

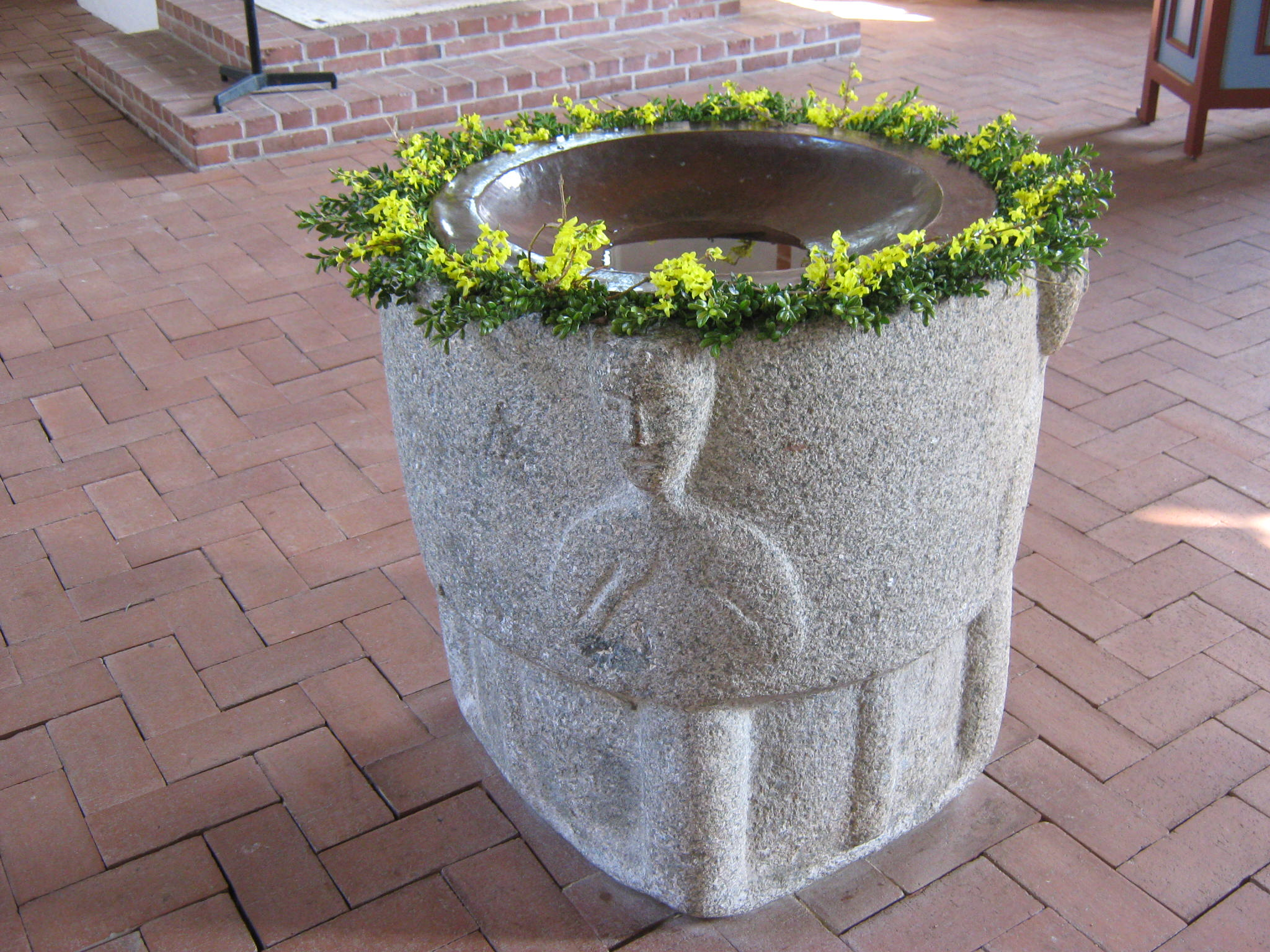
Granit-Taufe

Die evangelisch-lutherische Dunumer Kirche im Hauptort der Gemeinde Dunum, einem Teil der Samtgemeinde Esens in Ostfriesland, zählt zu den ältesten Kirchen Ostfrieslands (Baubeginn um 1200). Ihre Ausstattung ist von überregionaler kunsthistorischer Bedeutung.

## Geschichte
Das Gebiet um den Ort ist seit der Steinzeit besiedelt. Es befindet sich auf einem alten Sandrücken der Geest, der hier kurz vor dem Abstieg in die Marschenniederungen auf bis zu sieben Meter über Normalnull ansteigt. Nicht weit entfernt befindet sich der Radbodsberg, ein Grabhügel, der wohl 3000 Jahre lang als Bestattungsplatz genutzt wurde.
Die Christianisierung begann in diesem Gebiet wohl um das Jahr 850. Darauf deuten Ergebnisse einer archäologischen Grabung um 1960 auf dem „Briller Gräberfeld“ im Umfeld des Radbodsbergs, bei der ein Wandel der Begräbnissitten festgestellt wurde. So änderte sich die Bestattungsrichtung von Nord-Süd nach West-Ost. Einer alten Überlieferung zufolge soll es in Dunum bereits um 1000 eine Holzkirche gegeben haben. Bei Grabungen konnte bisher jedoch nur ein hölzernes Gotteshaus nachgewiesen werden, das auf die Zeit um 1000 datiert wird.
Der Bau der heutigen Kirche begann zwischen 1200 und 1220. Es entstand ein romanischer Backsteinbau mit einer eingezogenen halbrunden Apsis. Das dafür erforderliche Baumaterial, wie etwa die Backsteine wurde in unmittelbarer Nähe der Kirche hergestellt. Auch der Kalk für den Mörtel wurde aus Muschelschalen (plattdeutsch: Schill) vor Ort gebrannt. Die Kirche ruht auf einem Fundament aus Granitfindlingen und steht auf einer etwa 2 Meter hoch aufgeschütteten Warft. Als Bauwerk der Romanik besaß sie einst an jeder Langseite drei schmale Fenster, die sich unmittelbar unterhalb der Decke befanden und nur wenig Licht ins Innere ließen, und war durch Portale in den Langseiten zu betreten. Als einziges Steinhaus war dieses Gebäude für lange Zeit Zufluchts- und Versammlungsort für alle Einwohner des Ortes.
Die Anfänge der Reformation im Harlingerland gehen zurück auf die Zeit nach 1525, als Ricardo Hicco in Dunum begann, evangelisch zu predigen. Viele der alten liturgischen Gegenstände verloren fortan ihre Bedeutung und wurden zweckentfremdet.
Im Jahre 1712 wurden der Westgiebel erneuert. Um 1860 erhielt der Innenraum seine heutige Gestalt und wurden die heutigen acht großen rundbogigen Fenster hineingebrochen, um mehr Licht in das Innere der Kirche zu lassen. Die Orgel wurde samt Empore vom Ostteil der Kirche an den Westgiebel verlegt und die Kanzel von der Mitte der Südwand nach vorne versetzt.
Mit Hilfe des Projekts „Dorferneuerung“ wurden Kirche, Turm und Warft und in den Jahren 1997 bis 2001 instand gesetzt. Eine Renovierung des Innenraums wurde im Jahr 2006 abgeschlossen.
Heute umfasst die Gemeinde etwa 1000 Mitglieder. Das Pfarramt nimmt zusätzliche Aufgaben im Bereich der Kirchengemeinde Esens wahr. Der 1879 gegründete Posaunenchor ist der älteste des Harlingerlandes.

## Ausstattung
Die Ausstattung der Kirche ist von überregionaler kunsthistorischer Bedeutung. Der Altartisch besteht aus zwei Sandsteinplatten, die bereits in vorreformatorischer Zeit mit fünf Weihekreuzen versehen wurden. Über ihm ist heute ein Kruzifix angebracht, das 1954 von dem Bremer Bildhauer Klaus Bücking aus einem alten Mühlenbalken geschaffen wurde. Vom alten Altar aus dem Jahr 1864 blieb ein Kreuz erhalten, das heute an der Westwand unter der Orgel angebracht ist. Aus vorreformatorischer Zeit stammt auch das Granitbecken im Eingangsbereich, das ursprünglich als Weihwasserbecken diente. Weitere Ausstattungsgegenstände aus Zeiten, als in Ostfriesland noch katholisch gelehrt wurde, sind  eine Piscina (Ausguss zum Reinigen der Hände und liturgischen Geräte), die sich rechts hinter dem Altar befindet, zwei Sakramentsnischen im linken Chorbogen und die Reste eines Hagioskops, das sich in der Südost-Ecke im Mauerwerk befand und inzwischen verschlossen wurde. Hinrich Johannsen Kuchenbäcker aus Esens stiftete 1700 eine zinnerne Kanne zum Abendmahl. Außerhalb der Kirche zeugen mittelalterliche Schleif- und Wetzspuren in Höhe des Hagioskops von der katholischen Vergangenheit. Hier wurden Waffen geweiht, zeremoniell geschärft oder abgestumpft und heiliges Mauerwerk zum Mitnehmen herausgekratzt.
Eine weitere Besonderheit der Dunumer Kirche ist der Taufstein, der wohl noch aus dem hölzernen Vorgängerbau stammt. Anders als viele Taufsteine in Ostfriesland im 13. Jahrhundert aus Bentheimer Sandstein wurde er im 12. Jahrhundert oder um 1200 aus einem Granitfindling ausgehauen. In der Region ist ein vergleichbarer Taufstein nur noch aus St. Florian in Funnix bekannt. Ein Fragment blieb in der Kirche von Westrum erhalten. Der Sockel der Dunumer Taufe besteht aus vier Halbsäulen, die am Becken in vier Halbfiguren übergehen, die ihre Hände gefaltet haben und deren Köpfe in den Rand des Beckens hineinragen.
Die Kanzel wurde 1769 vom Zimmermann Gerdt Behrens aus Esens gebaut und 1770 von Claes Röttgers aus Wittmund bemalt.
Im Jahre 1954 wurden bei einer Renovierung 1954 zwei Sandstein-Sarkophagdeckel, die sich ursprünglich im Fußboden des Chorraumes befanden, an der Wand hinter dem Altar befestigt. Sie stammen aus der Zeit vor 1100 und hängen heute gegenüber der Kanzel.

### Orgel
Die einmanualige Orgel mit angehängtem Pedal und neun Registern wurde zwischen 1759 und 1765 vom Wittmunder Orgelbaumeister Hinrich Just Müller hinter einem siebenachsigen Prospekt errichtet. Sie ist weitgehend erhalten und wurde von 1979 bis 1981 von Martin Haspelmath restauriert, der den im Jahr 1900 von Johann Diepenbrock ergänzten Subbass 16′ im Pedal wieder entfernte. Die wiederhergestellte ursprüngliche Disposition lautet (bis auf die vakante Trompete 8′):

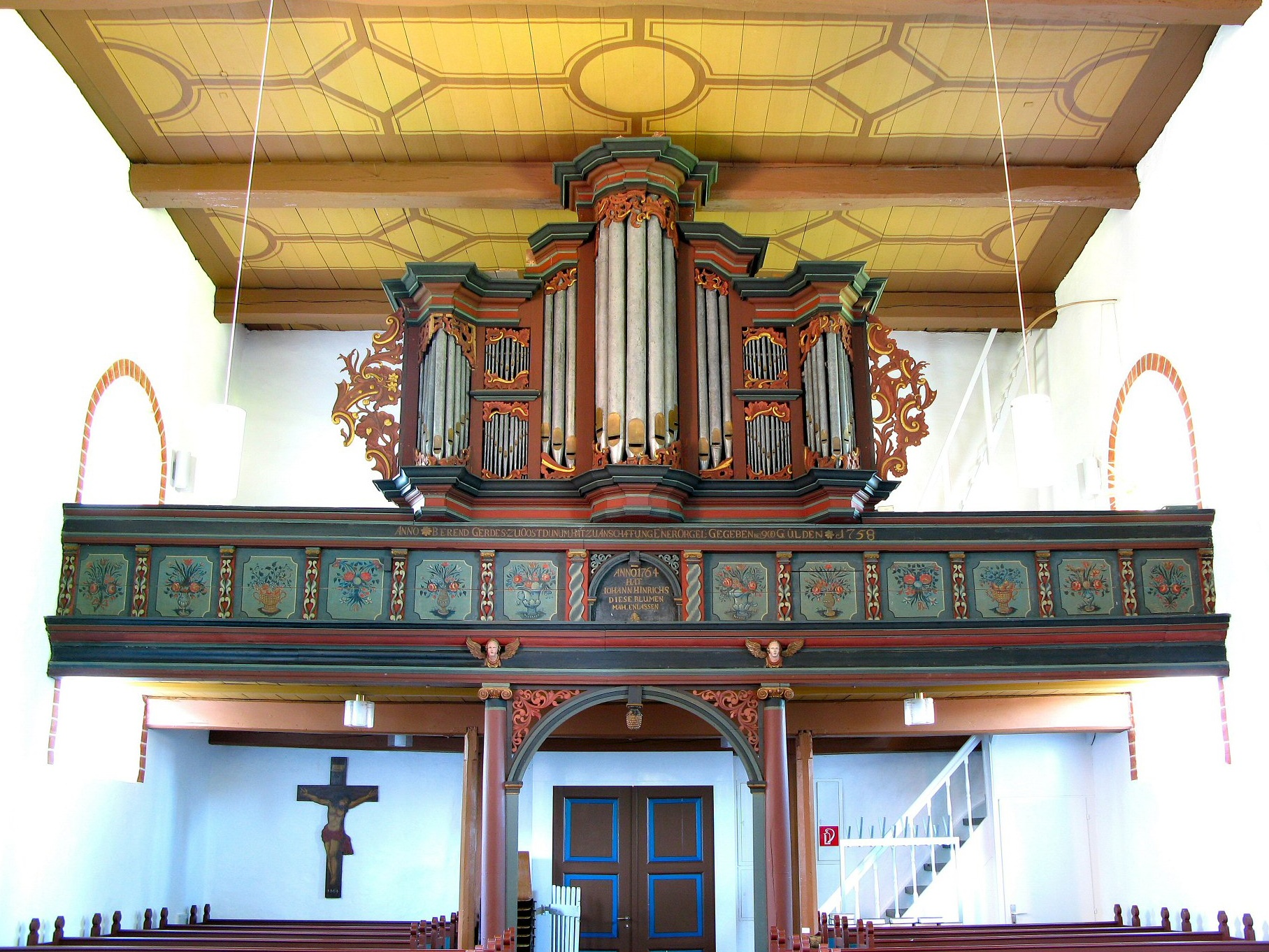
Müller-Orgel von 1765

| Manual C–c3           |    |
| Prinzipal             | 8′ |
| Gedact                | 8′ |
| Quintaden             | 8′ |
| Octave                | 4′ |
| Dusflöte              | 4′ |
| Quinte                | 3′ |
| Waldflöte             | 2′ |
| Mixtur IV             |    |
| Trompete B/D (vakant) | 8′ |

| Pedal C–d1 |
| angehängt  |

### Glocken
Der, wie in Ostfriesland typisch, abseits stehende Glockenturm enthält drei Glocken, von denen die im  Ostgiebel hängende kleinste Glocke die älteste ist. Sie wurde 1501 gegossen und stammt möglicherweise aus einem aufgelösten Kloster. Sie trägt die Inschrift: sancta anna jesus maria johannes anno domini mccccci. Die beiden anderen Glocken stammen aus den Jahren 1935 und 1959.